# Rivoluzione del 23 ottobre 1862
La rivoluzione del 23 ottobre 1862 fu un'insurrezione popolare che portò al rovesciamento del re Ottone di Grecia. A partire dal 18 ottobre a Vonitsa, si diffuse presto in altre città e raggiunse Atene il 22 ottobre.

## Contesto
Il 1º febbraio 1862 scoppiò la prima insurrezione a Nauplia, guidata da Dimitrios Grivas, Petros A. Mavromichalis e Dimitrios Botsaris. Ben presto, la rivolta iniziò a diffondersi a Santorini, Idra, Tripoli e Messenia. Le autorità reali tuttavia riuscirono rapidamente a ripristinare il controllo e la rivolta fu soppressa entro il 20 marzo.

## La rivoluzione
Il 16 ottobre, il re Ottone e la sua regina partirono per una visita reale nel Peloponneso per rafforzare i legami tra il popolo greco e la corona. Ciò nonostante, una nuova insurrezione scoppiò due giorni dopo a Vonitsa, sul Golfo di Ambracia, guidata da Dimitrios Voulgaris, Konstantinos Kanaris e Benizelos Rouphos. Ben presto, l'insurrezione si estese a Missolungi e Patrasso. Il 22 ottobre, l'insurrezione raggiunse la capitale Atene e fu istituito un governo provvisorio, con Rouphos come primo ministro. Il giorno seguente, i rivoluzionari proclamarono la deposizione della coppia reale e convocarono un'assemblea per l'elezione di un nuovo monarca.

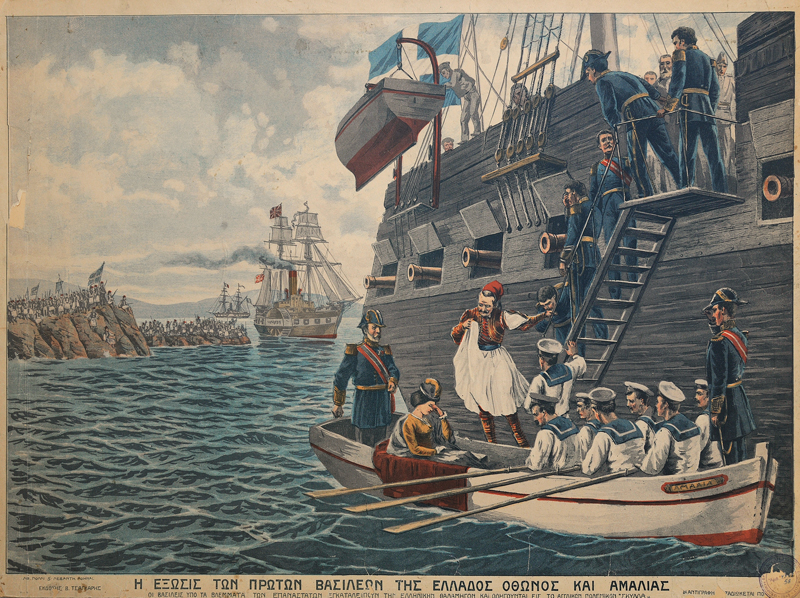
Il re Ottone e la regina Amalia si imbarcano sulla HMS Scylla.

La coppia reale fu poi portata da Kalamata dal Ministro della Polizia e posta sotto la protezione di una nave da guerra britannica, la HMS <i id="mwNg">Scylla</i>. Allo stesso tempo, i beni della coppia reale rimasti nell'Antico Palazzo Reale furono inventariati prima di essere restituiti ai legittimi possessori. Consigliati dagli ambasciatori delle Grandi Potenze, Ottone e la sua regina lasciarono quindi la Grecia e andarono in esilio. Nonostante tutto, il re si rifiutò di abdicare e non considerò definitiva la sua partenza.